# Lasioglossum pseudolittorale
Lasioglossum pseudolittorale is een vliesvleugelig insect uit de familie Halictidae. De wetenschappelijke naam van de soort is voor het eerst geldig gepubliceerd in 1923 door Blüthgen.